# لاسلو فارغا (لاعب كرة قدم)
لاسلو فارغا (بالمجرية: Varga László)‏ هو لاعب كرة قدم مجري في مركز الوسط، ولد في 25 أغسطس 1987 في سيدني في أستراليا. لعب مع غيور تورنا أوزتالي.